# وارن الیس
وارن الیس (انگلیسی: Warren Ellis؛ متولد ۱۶ فوریهٔ ۱۹۶۸) یک نویسنده و پدیدآور اهل ایالات متحده آمریکا است.
وی بیشتر به خاطر همکاریش با مارول کامیکس و دی‌سی کامیکس شناخته می‌شود.